# Nobuyuki Tawara
Nobuyuki Tawara (jap. 俵 信之, Tawara Nobuyuki; * 22. September 1964) ist ein ehemaliger japanischer Bahnradsportler und Weltmeister.
Nobuyuki Tawara wurde 1987 bei der Bahn-WM in Wien Weltmeister im Sprint vor seinem Landsmann Hideyuki Matsui. Im Jahr zuvor war Tawara schon Dritter der Weltmeisterschaften geworden. 1988, bei der WM in Gent, belegte er nochmals den dritten Platz im Sprint.